# Kypello Ellados 2019-2020
La Coppa di Grecia 2019-2020 è stata la 78ª edizione del torneo, iniziata il 24 agosto 2019 e conclusa il 12 settembre 2020. Il PAOK era la squadra campione in carica. L'Olympiacos ha conquistato il trofeo per la ventottesima volta nella sua storia.

## Formula
Alla coppa partecipano in totale 84 club, 14 dalla Super League, 12 dalla Souper Ligka 2, 14 dalla Football League e 44 vincitori delle coppe regionali della stagione precedente. Il torneo ha abbandonato la formula dei gironi prevedendo solo turni con incontri ad eliminazione diretta: dal primo al quarto turno le squadre si sfidano in gare secche, mentre dal quinto turno, eccetto la finale, le squadre si sfidano in gare di andata e ritorno. Al primo turno entrano le 44 squadre vincitrici delle coppe regionali; al terzo turno le squadre della Football League; al quarto le squadre della Souper Ligka 2; al quinto le squadre della Super League classificatesi dal sesto al quattordicesimo posto, mentre agli ottavi le squadre classificate dal primo al quinto posto.
| Turno            | Data                                  | Numero di incontri | Squadre | Entrano a questo turno                            |
| ---------------- | ------------------------------------- | ------------------ | ------- | ------------------------------------------------- |
| Primo turno      | 25 agosto 2019                        | 22                 | 84 → 62 | 44 squadre vincitrici delle coppe regionali       |
| Secondo turno    | 1º settembre 2019                     | 11                 | 62 → 51 | -                                                 |
| Terzo turno      | 14/15 settembre 2019                  | 12                 | 51 → 39 | 14 squadre della Football League                  |
| Quarto turno     | 24/26 settembre 2019                  | 12                 | 39 → 27 | 12 squadre della Souper Ligka 2                   |
| Quinto turno     | 29/31 ottobre 2019 3/5 dicembre 2019  | 11                 | 27 → 16 | 9 squadre della Super League, dal 6º al 14º posto |
| Ottavi di finale | 7/9 gennaio 2020 14/16 gennaio 2020   | 8                  | 16 → 8  | 5 squadre della Super League, dal 1º al 5º posto  |
| Quarti di finale | 4/6 febbraio 2020 11/13 febbraio 2020 | 4                  | 8 → 4   | -                                                 |
| Semifinali       | 4 marzo 2020 24 giugno 2020           | 2                  | 4 → 2   | -                                                 |
| Finale           | 12 settembre 2020                     | 1                  | 2 → 1   | -                                                 |

## Partite

### Primo turno
| Squadra 1                    | Risultato       | Squadra 2                  |
| ---------------------------- | --------------- | -------------------------- |
| 24 agosto 2019               |                 |                            |
| Tīlykratīs                   | 3 – 1           | Sellanon                   |
| 25 agosto 2019               |                 |                            |
| Pallixouriakos               | 0 – 1           | Xenophon Krestenon         |
| PS I Sparta                  | 2 – 0           | Atromitos Agios Georgios   |
| Thinaliakos Acharavis        | 2 – 1           | Potamia                    |
| Acharnaïkos                  | 0 – 3           | AEEK SINKA                 |
| Ethnikos Alexandroupolis     | 0 – 7           | Aetos Orfani               |
| Apollon Efpalios             | 3 – 0           | Omiros Neochorios          |
| Atalanti                     | 2 – 0           | Meteora Kalampakas         |
| Edessaïkos                   | 1 – 2           | Thermaïkos Thermi          |
| Elassona                     | 0 – 0 (4-2 dtr) | Souli Paramythias          |
| Episkopī                     | 1 – 0           | Atsalenios Iraklio         |
| Kalamata                     | Ann.            | Atromitos Patrasso         |
| Korinthos                    | 2 – 0           | Leonidio                   |
| Megas Alexandros Iasmos      | 0 – 3           | Pandramaïkos               |
| Makedonikos Foufas           | 3 – 2 (dts)     | Megas Alexandros Kallithea |
| Nea Artaki                   | 2 – 2 (2-3 dtr) | Ethnikos Pireo             |
| Panserraïkos                 | 2 – 2 (4-3 dtr) | Orfeas Xanthi              |
| PAONE                        | 0 – 4           | Karitsa                    |
| 28 agosto 2019               |                 |                            |
| Doxa Arta                    | 2 – 0           | Zakynthos                  |
| Ypatos                       | 5 – 0           | Panargeiakos               |
| Panthiraïkos                 | 3 – 0           | Īlisiakos                  |
| 17 settembre 2019            |                 |                            |
| Enosis Vathyllos-Pansamiakos | 0 – 0 (2-4 dtr) | Eolikos Mytilenes          |

### Secondo turno
| Squadra 1             | Risultato       | Squadra 2          |
| --------------------- | --------------- | ------------------ |
| 31 agosto 2019        |                 |                    |
| Elassona              | 1 – 1 (5-3 dtr) | Tīlykratīs         |
| 1º settembre 2019     |                 |                    |
| Aetos Orfani          | 4 – 2           | Thermaïkos Thermi  |
| Pandramaïkos          | 2 – 1 (dts)     | Makedonikos Foufas |
| PS I Sparta           | 1 – 0           | Ypatos             |
| Thinaliakos Acharavis | 1 – 0           | Apollon Efpalios   |
| Xenophon Krestenon    | 2 – 1           | Doxa Arta          |
| Karitsa               | 1 – 2           | Panserraïkos       |
| 4 settembre 2019      |                 |                    |
| Episkopī              | 2 – 0           | Ethnikos Pireo     |
| 8 settembre 2019      |                 |                    |
| Panthiraïkos          | 1 – 0           | AEEK SINKA         |
| 15 settembre 2019     |                 |                    |
| Atalanti              | 1 – 0           | Atromitos Patrasso |
| 2 ottobre 2019        |                 |                    |
| Eolikos Mytilenes     | 2 – 0           | Korinthos          |

### Terzo turno
| Squadra 1             | Risultato       | Squadra 2                    |
| --------------------- | --------------- | ---------------------------- |
| 14 settembre 2019     |                 |                              |
| Aetos Orfani          | 2 – 1           | Thesprotos                   |
| Elassona              | 0 – 1 (dts)     | Enosi Panaspropyrgiakos/Doxa |
| 15 settembre 2019     |                 |                              |
| Episkopī              | 1 – 2           | Trikala                      |
| Pandramaïkos          | 0 – 3           | Iōnikos                      |
| Panthiraïkos          | 0 – 0 (5-4 dtr) | OF Ierapetra                 |
| Thinaliakos Acharavis | 0 – 1 (dts)     | Kavala                       |
| Xenophon Krestenon    | 1 – 2           | Egaleo                       |
| Panserraïkos          | 2 – 0           | Triglia                      |
| 18 settembre 2019     |                 |                              |
| PS I Sparta           | 0 – 2           | Ialiso Rodi                  |
| PS Veria              | 2 – 0           | Diagoras                     |
| 25 settembre 2019     |                 |                              |
| Atalanti              | 2 – 3 (dts)     | Olympiakos Volos             |
| 16 ottobre 2019       |                 |                              |
| Eolikos Mytilenes     | 1 – 0           | Nikī Volo                    |

### Quarto turno
| Squadra 1                    | Risultato       | Squadra 2          |
| ---------------------------- | --------------- | ------------------ |
| 24 settembre 2019            |                 |                    |
| Trikala                      | 1 – 0           | Doxa Dramas        |
| Iōnikos                      | 1 – 2           | Panachaïkī         |
| PS Veria                     | 3 – 0           | Levadeiakos        |
| 25 settembre 2019            |                 |                    |
| Kalamata                     | 0 – 0 (4-3 dtr) | Karaïskakis Arta   |
| Kavala                       | 2 – 0           | PAE Chania         |
| Egaleo                       | 0 – 2           | Ergotelīs          |
| 26 settembre 2019            |                 |                    |
| Panthiraïkos                 | 1 – 2           | Platanias          |
| 2 ottobre 2019               |                 |                    |
| Ialiso Rodi                  | 1 – 0           | Kerkyra            |
| Aetos Orfani                 | 0 – 1           | Apollōn Larissa    |
| Enosi Panaspropyrgiakos/Doxa | 0 – 2           | PAS Giannina       |
| 9 ottobre 2019               |                 |                    |
| Olympiakos Volos             | 1 – 0           | Apollōn Kalamarias |
| 23 ottobre 2019              |                 |                    |
| Eolikos Mytilenes            | 1 – 0           | Apollōn Smyrnīs    |

### Quinto turno
| Squadra 1                                   | Totale          | Squadra 2        | Andata | Ritorno     |
| ------------------------------------------- | --------------- | ---------------- | ------ | ----------- |
| 29-30-31 ottobre 2019 / 3-4-5 dicembre 2019 |                 |                  |        |             |
| Apollōn Larissa                             | 2 – 4           | Xanthī           | 2 – 1  | 0 – 3       |
| Panserraïkos                                | 2 – 2 (2-4 dtr) | Volo             | 1 – 1  | 1 – 1 (dts) |
| PAS Giannina                                | 3 – 1           | PS Veria         | 1 – 0  | 2 – 1       |
| Kalamata                                    | 3 – 1           | Larissa          | 3 – 0  | 0 – 1       |
| Olympiakos Volos                            | 0 – 9           | Paniōnios        | 0 – 3  | 0 – 6       |
| Kavala                                      | 2 – 4           | OFI Creta        | 2 – 0  | 0 – 4       |
| Panachaïkī                                  | 1 – 5           | Panathīnaïkos    | 1 – 3  | 0 – 2       |
| Ialiso Rodi                                 | 1 – 9           | Panaitōlikos     | 0 – 4  | 1 – 5       |
| Platanias                                   | 2 – 4           | Asteras Tripolīs | 0 – 1  | 2 – 3 (dts) |
| Eolikos Mytilenes                           | 0 – 6           | Lamia            | 0 – 3  | 0 – 3       |
| Trikala                                     | 4 – 2           | Ergotelīs        | 3 – 2  | 1 – 0       |

### Ottavi di finale
| Squadra 1                         | Totale      | Squadra 2      | Andata | Ritorno     |
| --------------------------------- | ----------- | -------------- | ------ | ----------- |
| 7 gennaio 2020 / 14 gennaio 2020  |             |                |        |             |
| Volo                              | 2 – 3       | Atromītos      | 0 – 3  | 2 – 0       |
| 7 gennaio 2020 / 15 gennaio 2020  |             |                |        |             |
| OFI Creta                         | 1 – 7       | PAOK           | 0 – 3  | 1 – 4       |
| 8 gennaio 2020 / 14 gennaio 2020  |             |                |        |             |
| Xanthī                            | 1 – 3       | Arīs Salonicco | 0 – 1  | 1 – 2       |
| 8 gennaio 2020 / 15 gennaio 2020  |             |                |        |             |
| Kalamata                          | 1 – 6       | Olympiacos     | 0 – 2  | 1 – 4       |
| Panaitōlikos                      | 1 – 1 (gfc) | Paniōnios      | 0 – 0  | 1 – 1 (dts) |
| PAS Giannina                      | 2 – 3       | Panathīnaïkos  | 1 – 0  | 1 – 3       |
| 9 gennaio 2020 / 15 gennaio 2020  |             |                |        |             |
| Trikala                           | 1 – 2       | Lamia          | 0 – 1  | 1 – 1       |
| 16 gennaio 2020 / 30 gennaio 2020 |             |                |        |             |
| Asteras Tripolīs                  | 1 – 3       | AEK Atene      | 1 – 1  | 0 – 2       |

### Quarti di finale
| Squadra 1                          | Totale | Squadra 2     | Andata | Ritorno |
| ---------------------------------- | ------ | ------------- | ------ | ------- |
| 4 febbraio 2020 / 12 febbraio 2020 |        |               |        |         |
| Lamia                              | 2 – 3  | Olympiacos    | 0 – 0  | 2 – 3   |
| 5 febbraio 2020 / 12 febbraio 2020 |        |               |        |         |
| PAOK                               | 3 – 0  | Panathīnaïkos | 2 – 0  | 1 – 0   |
| 5 febbraio 2020 / 19 febbraio 2020 |        |               |        |         |
| Panaitōlikos                       | 1 – 5  | AEK Atene     | 1 – 1  | 0 – 4   |
| 6 febbraio 2020 / 13 febbraio 2020 |        |               |        |         |
| Arīs Salonicco                     | 1 – 0  | Atromītos     | 0 – 0  | 1 – 0   |

### Semifinali
| Squadra 1                     | Totale | Squadra 2      | Andata | Ritorno     |
| ----------------------------- | ------ | -------------- | ------ | ----------- |
| 4 marzo 2020 / 24 giugno 2020 |        |                |        |             |
| PAOK                          | 3 – 4  | Olympiacos     | 3 – 2  | 0 – 2       |
| AEK Atene                     | 4 – 3  | Arīs Salonicco | 2 – 1  | 2 – 2 (dts) |

### Finale
| Arbitro: | Kuipers |

|  |           |               |
|  | Marcatori | 9’ Ranđelović |